# Olavi Granö
Olavi Granö, född 27 maj 1925, död 19 april 2013, var en finländsk geograf. Han disputerade 1955 vid Helsingfors universitet och var professor i geografi vid Åbo universitet. Han förlänades 1975 hederstiteln akademiker och invaldes 24 april 1985 som utländsk ledamot av svenska Vetenskapsakademien. Han var son till Johannes Gabriel Granö.

## Utmärkelser
- Kommendörstecknet av I klass av Finlands Vita Ros’ orden,  6 december 1990[3]
- Terra Mariana-korsets orden, tredje graden,  2 februari 2001[4]

[Redigera Wikidata]